# Jacksonaster
Jacksonaster is een geslacht van zee-egels uit de familie Laganidae.

## Soorten
- Jacksonaster depressum (L. Agassiz, 1841)
- Jacksonaster depressus Sánchez Roig, 1949 †
- Jacksonaster gauthieri Lambert, 1932 †
- Jacksonaster herklotzi Jeannet, 1937 †
- Jacksonaster remediensis Sánchez Roig, 1949 †
- Jacksonaster sanchezi Lambert, 1926 †
- Jacksonaster sandiegensis Sánchez Roig, 1949 †